# 슬로보단 코바치
슬로보단 코바치(세르비아어: Слободан Ковач, Slobodan Kovač, 1967년 9월 13일~)는 세르비아의 배구 선수, 지도자로 포지션은 아웃사이드 히터이다. 현역 시절에 유고슬라비아 대표팀 선수로 활약하여 2000년 하계 올림픽에서 금메달, 1996년 하계 올림픽에서 동메달을 획득했다. 은퇴 후에는 이란, 슬로베니아, 세르비아 대표팀 감독을 맡았다.